# Höhnstedt
Höhnstedt è una frazione del comune tedesco di Salzatal.

## Storia
Dal 1º gennaio 2010 Höhnstedt è stato accorpato con i comuni di Bennstedt, Fienstedt, Kloschwitz, Lieskau, Salzmünde, Schochwitz e Zappendorf per formare la città di Salzatal, della quale è ora una frazione.